# Oroscopa noctifera
Oroscopa noctifera är en fjärilsart som beskrevs av William Schaus 1912. Oroscopa noctifera ingår i släktet Oroscopa och familjen nattflyn. Inga underarter finns listade i Catalogue of Life.